# Niszczyciele typu Bainbridge
Niszczyciele typu Bainbridge – były pierwszymi niszczycielami w United States Navy, budowane w latach 1899–1900.
13 okrętów weszło do służby podczas wojny amerykańsko-hiszpańskiej i zostały rozbrojone w 1920 roku. Jeden z okrętów został stracony na morzu.
Po zakończeniu służby, 11 okrętów zostały sprzedane Josephowi G. Hitnerowi, a okręt „Hopkins” został sprzedany Danton Shore Lumber Company.

## Lista okrętów typu Bainbridge
| Okręt                    | Stocznia                                         |
| ------------------------ | ------------------------------------------------ |
| USS „Bainbridge” (DD-1)  | Neafie and Levy Ship and Engine Building Company |
| USS „Barry” (DD-2)       | Neafie and Levy Ship and Engine Building Company |
| USS „Chauncey” (DD-3)    | Neafie and Levy Ship and Engine Building Company |
| USS „Dale” (DD-4)        | William R. Trigg Company                         |
| USS „Decatur” (DD-5)     | William R. Trigg Company                         |
| USS „Hopkins” (DD-6)     | Harlan & Hollingsworth Company                   |
| USS „Hull” (DD-7)        | Harlan & Hollingsworth Company                   |
| USS „Lawrence” (DD-8)    | Fore River Ship & Engine Company                 |
| USS „Macdonough” (DD-9)  | Fore River Ship & Engine Company                 |
| USS „Paul Jones” (DD-10) | Union Iron Works                                 |
| USS „Perry” (DD-11)      | Union Iron Works                                 |
| USS „Preble” (DD-12)     | Union Iron Works                                 |
| USS „Stewart” (DD-13)    | Gas Engine and Power Company                     |